# Jean Wendling
Jean Wendling (Bischheim, 23 agosto 1934) è un ex calciatore francese, di ruolo difensore.

## Carriera
Vinse due campionati francesi con lo Stade de Reims nel 1960 e nel 1962.